# 60-я отдельная мотострелковая бригада
60-я отдельная мотострелковая Краснознамённая бригада (сокр. 60 омсбр, в/ч 16871) — тактическое соединение Сухопутных войск Российской Федерации.
Формирование входит в состав 5-й гвардейской общевойсковой армии Восточного военного округа. Пункт постоянной дислокации — с. Камень-Рыболов и с. Монастырище Приморского края.

## История
60-я отдельная мотострелковая Краснознамённая бригада создана на основе 218-го танкового Краснознамённого полка (в/ч 16871) 127-й пулемётно-артиллерийской ордена Кутузова дивизии. Занимает расположение расформированной 29-й мотострелковой дивизии.
218-й танковый полк дислоцировался в пгт Липовцы. Полк был сформирован 8 декабря 1945 года в составе 2-й танковой дивизии на базе 218-й танковой бригады. 218-я танковая бригада в Великой Отечественной войне участия не приняла, находившись в составе Дальневосточного фронта весь период конфликта.
218-я бригада приняла участие в Советско-японской войне в составе 5-й армии 1-го Дальневосточного фронта. Период нахождения в действующей армии — 9 августа 1945 - 20 августа 1945.
218-я бригада начала наступление ночью без артподготовки на японскую территорию 9 августа 1945 с станции Гродеково, во взаимодействии с 63-й стрелковой дивизией и 479-м тяжёлым самоходно-артиллерийским полком. Наступление шло в горно-лесистой местности с незначительным сопротивлением мелких групп японцев, в том числе уничтожая доты на высотах «Офицерская» и «Груша». В тот же день бригада форсировала реку Суйфыньхэ (Сяосуйфынхе) обходным манёвром. 2-й танковый батальон в 15:00 занял Лаоцин. Совместно со стрелками 63-й сд занята станция Тундагоу. К вечеру 9 августа с ходу ворвались в Суйфыньхэ. Противник оказывал организованное сопротивление, опираясь на опорные пункты. В 20:00 9 августа был уничтожен огнём танков японский бронепоезд, который приблизился к городу. За день боёв бригада прошла 30 км и овладела без потерь в личном составе и материальной части 3 населёнными пунктами, включая Суйфыньхэ.
До 17:00 12 августа бригада дислоцировалась в г. Мулин. Затем бригада двинулась в западном направлении от города, преодолевая сопротивление Японской императорской армии, овладев высотой 723,2 и подойдя к разъезду Даймагоу. Японские смертники-камикадзе бросались под гусеницы с целью самоподрыва. Противник настойчиво препятствовал выходу танкистов на Даймагоу. 2-й танковый батальон в ходе этих боёв уничтожил до 250 японцев, ничего не потеряв в боевой и материальной части, но имея убитыми 8 человек.
13 августа бригада в составе МБА совместно со 144-й стрелковой дивизией с хода овладела разъездом Даймагоу и продолжила наступать на станцию Мадаоши, превращённый в сильный опорный пункт с дотами, бронепоездом, находившимся западнее станции, и отрядами смертников-камикадзе. 1/2 ТБ с хода ворвалась на станцию Мадаоши, завязав бой. Японские смертники сумели зажечь два танка и один с экипажем мл. лейтенанта Старцева подорвать, а перед этим танк Старцева на большой скорости раздавил противотанковое орудие в здании. Затем танкисты отошли на восточную окраину Мадаоши. В итоге боя потеряно 3 танка и убито 22 сержанта и офицера, уничтожено танкистами 3 дота, 1 бронепоезд, 3 орудия, до 270 японцев.
14 августа части бригады, совместно с 226-м и 291-м стрелковыми полками 63-й сд, продолжили наступление и овладели станцией Мадаоши. В бою за станцию Мадаоши погиб Герой Советского Союза мл. лейтенант Калинин, Иван Андреевич. К исходу дня вышли на рубеж реки Судолянцзы южнее железной дороги.
15 августа с восточного берега Сидаолинцзы с 226 и 291 сп, бригада перешла в наступление. В 11:30 Судолянцзы была пересечена. 1-й танковый батальон вместе с 291-м сп овладел Сидаолинцзы. 2-й тб обеспечил тем временем, выход пехоты 3 км западнее Сидаолинцзы. 2-й тб к исходу дня овладел отметкой 451,1. 1 тб с 291 сп к исходу дня вышел на рубеж 1 км севернее высоты 451,1.
16 августа 1-й тб с десантом 1/291-го сп в 10:00 форсировал реку Эхонаньгоу в районе Цзяньцзяньвоцзы и продолжая наступление в направлении Суньцзягоу в 11:00 овладел городом Эхеджань, взяв мост через реку Муданьцзян. 1-й тб с десантом 1/291 сп, не встречая сопротивления, вышел к переправе через реку Муданьцзян в районе разъезда Веньчунь. Мосты были взорваны японцами при отходе. 2-й тб совместно с 226-м сп 63-й сд вёл успешный бой на возле безымянной высоты в 2 км юго-западнее отметки 451,1. Затем оба батальона сосредоточились у разъезда Веньчунь.
На 18 августа бригада имела списочно 42 Т-34-85 (в строю 33, остальные в ремонте), безвозвратно потеряно 3 ед. Т-34.
На 19 августа в составе бригады находилось в строю 30 Т-34-85 (по списку 43), 18 Т-26 (по списку 43). 1 и 2 тб переправлялись через реку Муданьцзян, 3 тб шёл маршем на Гирин.
24 августа 1 и 2 батальоны вышли в район Чжудуньдян. 3 батальон в район Талачжань.
Бригада привлекалась к участию в ликвидации последствий наводнения на Дальнем Востоке в 2013 году.

## Состав
- Управление
- 1-й мотострелковый батальон;
- 2-й мотострелковый батальон;
- 3-й мотострелковый батальон;
- стрелковый батальон (резервный)
- отряд (штурмовой)
- танковый батальон;
- группа артиллерии:
  - 1-й гаубичный самоходный артиллерийский дивизион;
  - 2-й гаубичный самоходный артиллерийский дивизион;
  - реактивный артиллерийский дивизион;
  - батарея противотанковых управляемых ракет;
  - батарея управления и артиллерийской разведки (начальника артиллерии);
- группа ПВО
  - зенитный ракетный дивизион;
  - зенитный ракетно-артиллерийский дивизион;
  - взвод управления и радиолокационной разведки (начальника ПВО);
- отдельная разведывательная рота;
- инженерно-сапёрный батальон;
- батальон управления (связи);
- рота БпЛА;
- ремонтная рота;
- батальон материального обеспечения;
- стрелковая рота (снайперов);
- рота РХБЗ;
- рота РЭБ;
- комендантская рота;
- медицинская рота;
- взвод управления (начальника разведывательного отделения);
- взвод инструкторов;
- полигон;
- оркестр.[12]

## Награды и почётные наименования
| Награда (наименование) | Дата                                                             | За что получена. Дата и номер указа (приказа) |
| ---------------------- | ---------------------------------------------------------------- | --- |
| Орден Красного Знамени | 15 января 1944 г. (По преемственности от 218-й танковой бригады) | За образцовое выполнение заданий командования в боях против японских войск на Дальнем Востоке при форсировании р. Уссури, прорыве Хутоуского, Мишаньского, Пограничненского и Дуннинского укрепленных районов, овладении городами Мишань, Гирин, Яньцзи, Харбин и проявленные при этом доблесть и мужество. Указ Президиума Верховного Совета СССР от 19 сентября 1945 г. «О награждении орденами соединений и частей Красной Армии» (объявлен секретным приказом Народного Комиссара Обороны СССР от 28 сентября 1945 г. № 0165) |

## Отличившиеся воины
- Сержант Калинин, Иван Андреевич — механик-водитель танка 586-го танкового батальона 219-й танковой бригады 1-го механизированного корпуса.
- Старший лейтенант Блинов, Роман Андреевич (посмертно) — заместитель командира роты по военно-политической работе.
- Младший лейтенант Кривуля, Алексей Владимирович — командир мотострелкового взвода.